# Saint-Rémy, Côte-d'Or
Saint-Rémy är en kommun i departementet Côte-d'Or i regionen Bourgogne-Franche-Comté i östra Frankrike. Kommunen ligger i kantonen Montbard som tillhör arrondissementet Montbard. År 2022 hade Saint-Rémy 678 invånare.

## Befolkningsutveckling
Antalet invånare i kommunen Saint-Rémy
Referens:INSEE